# 前田直良

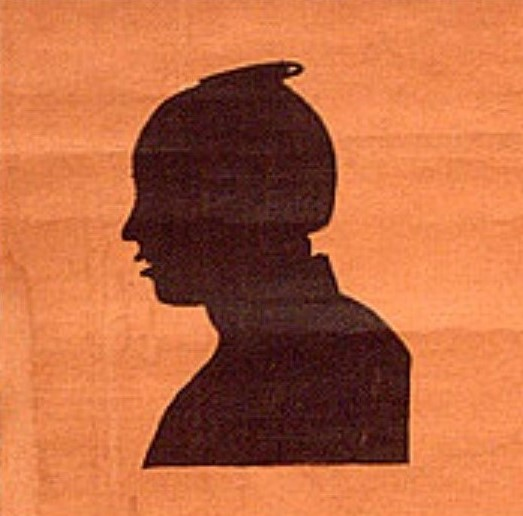
前田直良像

前田 直良（まえだ なおさだ、文政3年10月12日（1820年11月17日） - 嘉永4年4月6日（1851年5月6日））は、江戸時代後期の加賀藩の人物。加賀八家筆頭前田土佐守家の8代当主。父は7代当主前田直時。母の名は不明。長男は前田直信。幼名は初丸。正室は奥村栄実の娘。官位は従五位下近江守。
父が若くして亡くなったため、9歳という幼年で家督を相続するが、父への藩主前田斉広の信頼が篤かったため、また奥村栄実の後見もあって無事職を務め上げている。父同様、経済に明るかったようである。嘉永4年（1851年）、参勤交代の途上で病を発し、江戸で急逝した。遺書はあらかじめ書かれていたため家督その他の問題については何事もなかったが、周囲は相当に混乱した。現存する覚書に当時の混乱ぶりが記録されている。